# Nederlands kampioenschap shorttrack 2001
Het Nederlands Kampioenschap Shorttrack 2001 werd gehouden in Groningen.
Titelverdedigers waren Dave Versteeg en Melanie de Lange. Versteeg moest toezien dat Cees Juffermans voor hem eindigde en zo zijn eerste nationale titel pakte. De Lange raakte haar titel kwijt aan Anke Jannie Landman. Bij de aflossing heren ging het goud naar Cees Juffermans, Robbert-Kees Boer, Dave Versteeg en Robbin Stikvoort. 
|                    | 1                     | 2                    | 3                       |
| ------------------ | --------------------- | -------------------- | ----------------------- |
| Heren              | Cees Juffermans       | Dave Versteeg        | Jeroen Huiskamp         |
| Dames              | Anke Jannie Landman   | Daniëlle Molendijk   | Maureen de Lange        |
| Jongens Junioren B | Arjen Klaversma       | Sander Uitewaal      | Stefan Zwager           |
| Meisjes Junioren B | Jessica de Groot      | Jessica Ausma        | Sylvana Makkinga        |
| Jongens Junioren C | Niels Langhout        | Tim de Vries         | Roderick Oosten         |
| Meisjes Junioren C | Mischa Top            | Margriet de Schutter | Foske Tamar van der Wal |
| Aflossing Heren    | Gewest Zuid-Holland A | Trias Leeuwarden A   | Gewest Zuid-Holland B   |
| Aflossing Dames    | Gewest Zuid-Holland   | IHCL                 | Gewest Friesland        |